# Big 4 (kiểm toán)
Big 4 là bốn công ty kiểm toán lớn nhất trên thế giới tính theo doanh thu hằng năm, bao gồm PricewaterhouseCoopers (PwC), Deloitte, Ernst and Young (EY), và KPMG. Các công ty này cung cấp các dịch vụ kế toán, thuế, tư vấn quản lý, tài chính doanh nghiệp và pháp lý cho các công ty có giao dịch công khai ở nhiều quốc gia và cũng như các công ty tư nhân khác.

## Lịch sử hình thành
Ban đầu, nhóm các công ty kiểm toán lớn nhất gồm 8 công ty nên được gọi là Big 8, gồm có: Arthur Andersen, Arthur Young & Co., Coopers & Lybrand, Ernst & Whinney, Deloitte, Haskins & Sells, KPMG, Touche Ross, and Price Waterhouse.
Năm 1989, hai vụ sát nhập đã giảm nhóm Big 8 xuống còn Big 6. Ernst & Whinney và Arthur Young & Co sát nhập để tạo ra Ernst and Young. Deloitte, Haskins & Sells hợp nhất với Touche Ross tạo thành Deloitte Touche.
Năm 1998, Price Waterhouse sát nhập với Coopers & Lybrand tạo nên PriceWaterhouseCoopers, với tên thường được biết là PwC. Số lượng các công ty hàng đầu tại thời điểm này là Big 5.
Năm 2002, ngành tài chính thế giới chứng kiến một trong những scandal lớn nhất trong lịch sử là vụ bế bối Enron. Sự thông đồng của hãng kiểm toán Arthur Anderson trong các sai phạm liên quan đến báo cáo tài chính đã đánh sập lòng tin của khách hàng, kéo theo sự sụp đổ nhanh chóng của đế chế kiểm toán này, khiến nhóm Big 5 giảm xuống còn Big 4 như hiện nay. Rút kinh nghiệm sâu sắc, các công ty còn lại trong nhóm Big 4 đã thiết lập các công ty chi nhánh với chức năng là các công ty độc lập trên toàn cầu, và thống lĩnh thị trường kiểm toán cho đến nay.

## Các công ty Big 4
- PricewaterhouseCoopers (PwC)
- Deloitte (Deloitte)
- Ernst and Young (EY)
- KPMG

Với bề dày lịch sử hơn 100 năm, các hãng được coi là Big 4 đã hình thành từ khi ngành kiểm toán còn sơ khai. Chúng đã phát triển cùng với sự phát triển của nghề kiểm toán độc lập.

### Deloitte
Đã hơn 150 năm kể từ ngày William Welch Deloitte, một trong những cha đẻ của ngành công nghiệp kiểm toán, thành lập hàng kiểm toán chuyên nghiệp trên đường Basinghall Street tại Luân Đôn.

### PwC
Năm 1854, William Cooper bắt đầu hoạt động kinh doanh của mình và bảy năm sau trở thành Cooper Brothers. Năm 1874 Công ty được đổi tên thành Price, Waterhouse & Co sau khi có sự tham gia của Price, Holyland và Waterhouse. PriceWaterHouseCoopers bắt đầu như thế.

### EY
EY chính là tên của hai người hoàn toàn khác biệt A.C. Ernst và Arthur Young. Thành lập năm 1989 (thông qua thương vụ sáp nhập của Ernst & Whinney và Arthur Young & Co). Tổ chức tiền thân đầu tiên xuất hiện từ năm 1849, công ty dịch vụ chuyên nghiệp đầu tiên trên thế giới.

### KPMG
"K" có nghĩa là do Piet Klynveld thành lập hãng Klynveld Kraayenhof & Co. tại Amsterdam vào năm 1917.
"P" có nghĩa là do William Barclay Peat lập ra William Barclay Peat & Co. tại Luân Đôn năm 1870.
"M" bắt nguồn từ James Marwick lập ra Marwick, Mitchell & Co. với Roger Mitchell tại New York vào năm 1897.
"G" là do Tiến sĩ Reinhard Goerdeler, nhiều năm làm chủ tịch của KPMG, có công hợp nhất thành KPMG ngày nay.